# Lantis
Lantis Co., Ltd (株式会社ランティス?, Kabushiki-gaisha Rantisu) è un'etichetta giapponese specializzata nelle produzioni musicali fra cui colonne sonore per serie animate e per videogiochi. È stata fondata il 26 novembre 1999, e nel maggio 2006 è stata rilevata dalla Bandai Visual. Attualmente è una filiale della Namco Bandai.

## Artisti prodotti
- Ai Shimizu
- Oldcodex
- Aira Yūki
- Aki Misato
- ALI PROJECT
- Annabel
- Kisho Taniyama
- Aya Hirano
- Ceui
- CooRie
- Daisuke Ono
- Eri Kitamura
- Eufonius
- Faylan
- G.Addict
- Granrodeo
- Hekiru Shiina
- Hironobu Kageyama
- JAM Project
- Ken'ichi Maeyamada
- Ken'ichi Suzumura
- Kukui
- Larval stage planning
- LAZY
- Little Non
- Mai Nakahara
- Masaaki Endoh
- Masumi Itō
- Meg Rock
- Megumi Ogata
- Milktub
- Minami Kuribayashi
- Minori Chihara
- Mirai Nikki
- Miyuki Hashimoto
- MOISAC.WAV
- Natsuko Aso
- Oranges & Lemons
- Rey
- Riryka
- R.O.N
- Ryōko Shintani
- Sakura Nogawa
- Saori Atsumi
- Sayaka Sasaki
- Sena
- Suara
- Shūhei Kita
- Tatsuhisa Suzuki
- Toshiyuki Morikawa
- Ui Miyazaki
- Yōsei Teikoku
- Yozuka
- Yūmao
- Yūko Gotō
- Yuria